# Bhamdoun
Bhamdoun (arabisch بحمدون) ist eine Stadt im Aley-Distrikt, der zum Gouvernement Libanonberg gehört, im Staat Libanon. Bhamdoun liegt an der Hauptstraße (Nationalstraße 1) in Richtung Damaskus etwa 23 km östlich von der Hauptstadt Beirut auf circa 1100 Metern Höhe. Der Ort mit seinen zirka 9000 Haushalten besteht aus zwei Ortsteilen, zum einen das nördlichere Bhamdoun-el-mhatta („Bhamdoun Bahnstation“) mit etwa 800 Haushalten und Bhamdoun-el-day’aa („Dorf Bhamdoun“) sowie zehn zur Gemeinde gehörenden Dörfern. Die Libanonbahn, die die Stadt mit Beirut verband, hatte in Bhamdoun bei Kilometer 26,4 einen Bahnhof und war für viele Jahre ein wichtiger Wirtschaftsfaktor. Schon zur Mitte des 20. Jahrhunderts, also noch vor dem Libanesischen Bürgerkrieg der 1980er Jahre, in dem die Bahnstrecke zerstört wurde, hat die Attraktivität der Bahn zugunsten des Motorisierten Individualverkehrs entscheidend abgenommen.

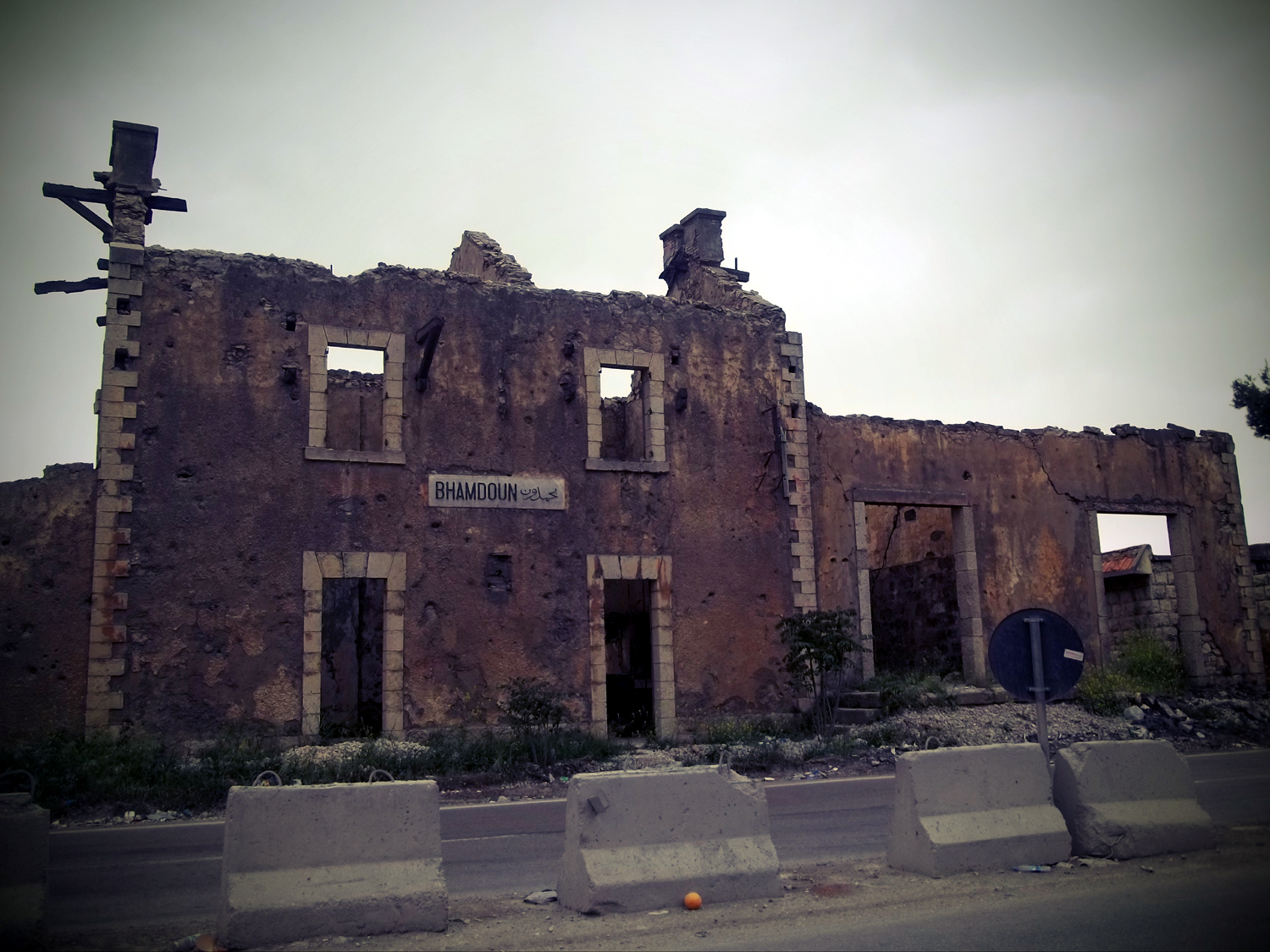
Bahnhof Bhamdoun 2012

Bis zum Ausbruch des Krieges war Bhamdoun ein beliebter Ferienort in den kühlen Bergen Libanons. Allmählich kommt die Touristikindustrie wieder in Fahrt, nachdem die wichtigsten Infrastrukturen seit Mitte der 2000er Jahre wiederhergestellt sind. Gegenüber früher wohnen die Touristen heute nicht mehr in privaten Ferienhäusern, die noch nicht wieder aufgebaut wurden, sondern überwiegend in Hotels. Neben dem Tourismus ist die Landwirtschaft die wichtigste Einnahmequelle. Die meisten Einwohner sind orthodoxe Christen. An Sakralbauwerken gibt es fünf christliche Kirchen, davon zwei griechisch-orthodoxe, eine maronitische, eine protestantische und eine katholische Kirche, drei Moscheen und eine Synagoge. Alle fünf Kirchen wurden während des Krieges zerstört, sind aber inzwischen wieder aufgebaut. Die 1910 erbaute Synagoge war eine der drei größten des Landes. Sie brannte aus und wurde damit ebenfalls teilweise zerstört, aber die Außenmauern stehen noch.
Seit dem Jahr 2000 vinifiziert das Weingut Château Belle-Vue unter internationalen Standard eigene Weine. Der erste Jahrgang konnte 2003 gekeltert werden und wurde 2005 von der Wine Competition’s erstmals mit Gold ausgezeichnet. In Europa, Asien und Nordamerika ist der Wein inzwischen im Handel. In Bhamdoun befindet sich ein 68-Zimmer-Hotel der Safir-Hotel-Kette sowie weitere Vier-Sterne-Häuser von Sheraton, Carlton Hotel, Alsheikh Hotel.